# Sinagoga Shaare Sedek
La Sinagoga Shaare Sedek (en hebreo: בית הכנסת שערי צדק) es un edificio religioso en el que funciona una sinagoga ortodoxa en la ciudad de Barranquilla, Colombia. Fue creado por los inmigrantes judíos sefardíes (judíos expulsados varios siglos atrás de la península ibérica) en el comienzo del siglo XX. Ofrece servicios todos los días. Posee una gran araña de cristal que destaca en el lugar.-